# Colpotrochia texana
Colpotrochia texana là một loài tò vò trong họ Ichneumonidae.